# Finlands skådespelarförbund
Finlands skådespelarförbund (finska: Suomen Näyttelijäliitto) är en finländsk fack- och konstnärsorganisation, som inte är ansluten till centralorganisationerna. Förbundet grundades 1913, och har över 1 800 medlemmar.
Skådespelarförbundet verkar för att förbättra skådespelarnas utkomst, utbildning och sociala ställning, samt för att trygga deras upphovsrätt. Som konstnärsorganisation arbetar Skådespelarförbundet för att främja det finländska konstlivet, i synnerhet teater- och filmkonsten.
Skådespelarförbundet är Finlands äldsta fackförbund inom teaterbranschen.